# أندرو ودال
أندرو ودال (بالإنجليزية: Andrew Woodall)‏ هو ممثل بريطاني، ولد في 1 يونيو 1963 في هارتفوردشير في المملكة المتحدة.

## أعمال

### أفلام
- (2002) كونت مونتي كريستو[1]

## وصلات خارجية
- أندرو ودال على موقع IMDb (الإنجليزية)
- أندرو ودال على موقع قاعدة بيانات الفيلم (الإنجليزية)